# ワルシャワ大学

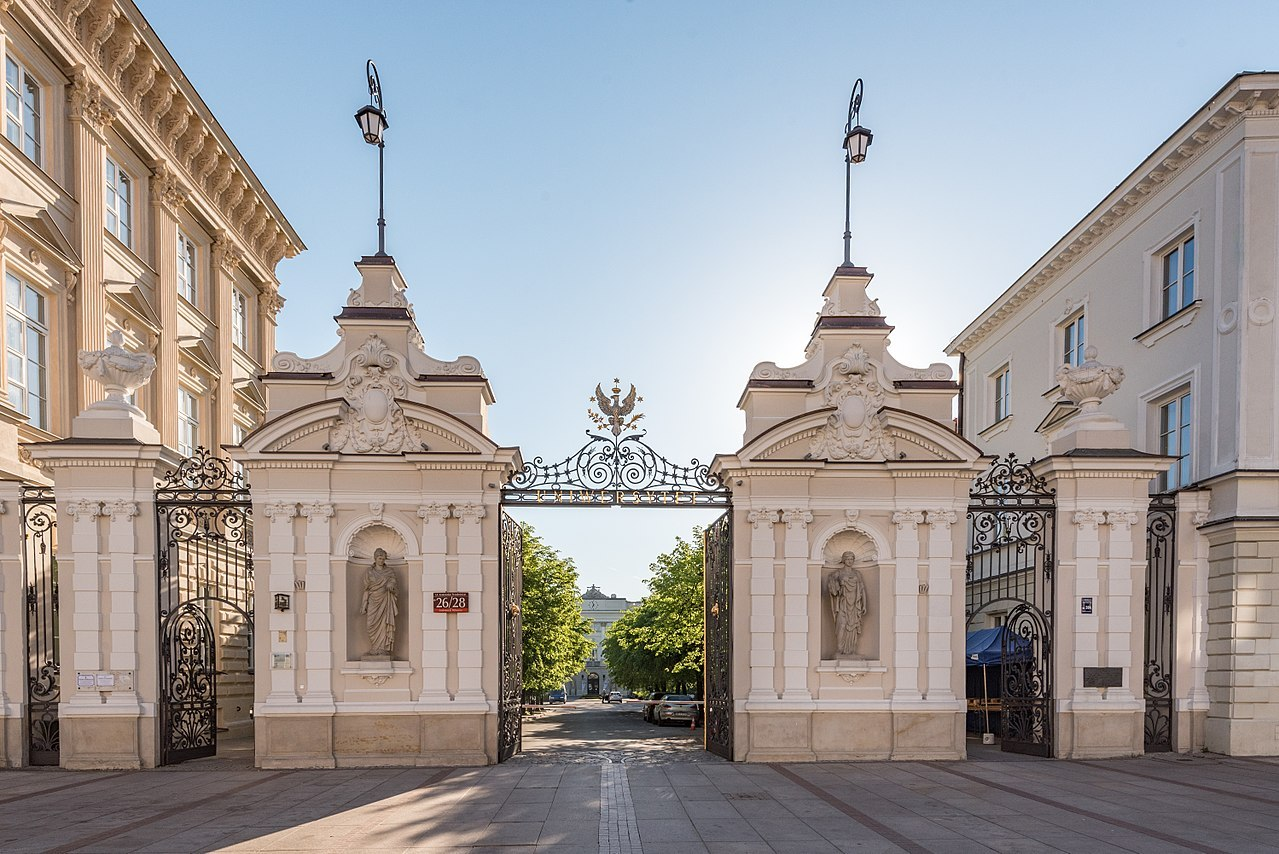
大学の正門

ワルシャワ大学（ポーランド語: Uniwersytet Warszawski、略称UW）は、ポーランドの首都ワルシャワにある同国を代表する国立総合大学で、ヤギェウォ大学（またはヤギェロン大学）とともに国内トップレベルの名門校である。

## 歴史

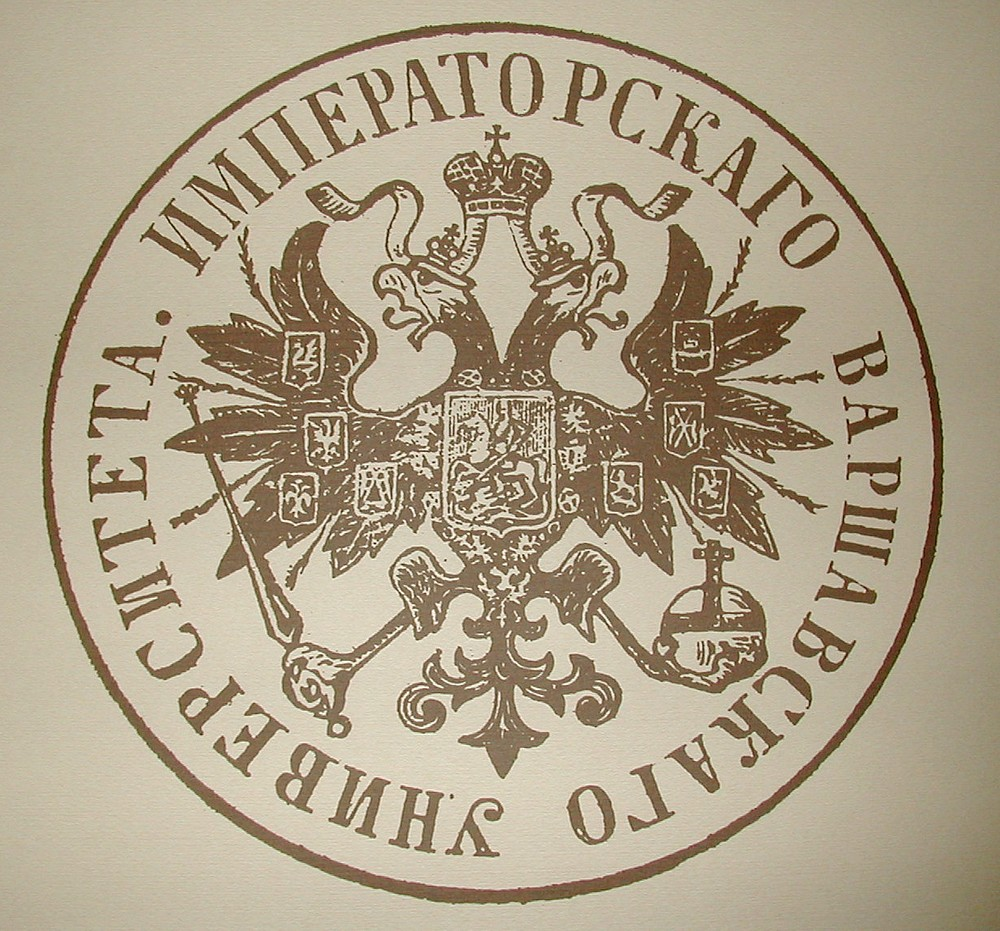
「ロシア帝立ワルシャワ大学」時代の校章

1816年11月19日、ロシア皇帝アレクサンドル1世がポーランド立憲王国に大学を開設する権限を与えたことにより法学行政学、医学、哲学、神学、芸術学の5学部体制で設立された。開設されてから間もなく学生500名、教授陣50名を擁するまでになった。しかし、学生や教授の大部分は1830年の十一月蜂起に加わり大学は閉鎖された。1826年から1829年の間、ポーランドを代表する作曲家フレデリック・ショパンがこの大学で学んでいた。
1857年、クリミア戦争が終わりロシアにつかの間の平静が訪れるとワルシャワに医学の単科大学"Akademia Medyko-Chirurgiczna"を設立する許可が下りた。1862年になり法学行政学、文学歴史学、物理学数学の学部が新たに開設された。この新設大学はすぐに重要な研究機関となりSzkoła Główna(中心的な大学)と改称されたものの、1863年の一月蜂起によりポーランド語による教育機関は全て閉鎖された為この大学もそれに伴い閉鎖された。数年間しか存在しなかった大学であったが、3000人を超える学生を輩出しその多くはポーランドの知識人としてポーランドのその後を担う人材となった。
1870年、Szkoła Główna(中心的な大学)にかわってロシア語による教育がなされるCesarski Uniwersytet Warszawski(ワルシャワ帝国大学) が設立された。この大学は以前の大学とは異なり、ワルシャワ駐在のロシア軍兵士に教育をすることに主眼がおかれていた。しかし学生の7割はポーランド人であった。ロシア帝政側はロシアの大学がポーランド社会をロシア化することに最も適した方策であると信じて疑わなかった為、新キャンパスの建設に多額の投資を惜しみなく行った。しかし、ロシア側の思惑とは裏腹に複数の地下組織が学生たちをワルシャワにおける指導層として育てる活動を開始し、これらの地下組織はロシア第一革命の活動家となった。その後ポーランド人の学生達はロシア帝国の教育を拒むことを宣言し、大学におけるポーランド人の比率は1割未満へと低下した。学業を続ける者の多くはガリツィアや西欧諸国へ留学した。
1915年、ワルシャワがドイツによって占領されるとワルシャワにおける大学教育が許可され、教授たちの復学とポーランド語による教育が認められたものの独立運動へとつながることを懸念したドイツ軍政は講師の数を制限するなどの規制を敷いた。学生の数は規制されていなかった。
1918年、第一次世界大戦が終結し第二共和制ポーランドが建国されるとワルシャワ大学は急速に成長した。大学における全ての重要なポストを民主的な選出により決定し、国家も大学の近代化のために多額の財政支出を行った。加えて外国で亡命生活を送っていた多くの教授たちも帰国し大学の近代化に尽力した甲斐もあり1920年代後半には西欧諸国の水準にまで大学を発展させることに成功した。そして1930年代初頭には開講講座数250科目以上、学生数10,000人を数えるポーランドで最も大きな大学へと成長した。しかし、新国家体制を樹立したばかりということもあり、教育費を全て国費で賄うことは困難であった。そのため学生達は多額の授業料を納入する必要があり、奨学金が受けられる学生は全体の3%程度にすぎなかった。財政的な問題を抱えつつもワルシャワ大学はキャンパスの拡張や学部の新設などを行い大学の規模を拡大した。国家元首のユゼフ・ピウスツキが死去した後、ワルシャワ大学はUniwersytet Warszawski im. Józefa Piłsudskiego(ワルシャワ・ユゼフ・ピウスツキ大学)と改称した。集団指導体制をとっていたポーランド政府が大学の自治権に制約を加えるようになると受難の時代が始まり、国家主義的な右派は反ユダヤ主義の元ユダヤ人排斥運動を展開し始めた。ピウスツキがヤギェウォ理念のもと多民族国家を目指していたが彼の死により反ユダヤ主義を抑えることが出来なくなったことが深く関係している。この反ユダヤ主義運動により、ゲットーベンチ(Ghetto benches)というユダヤ人学生とそれ以外の民族の学生とが別々に座る習慣的な差別行為が半ば公然と行われるようになった（注：ただし差別を制度化するような政策はなかった）。これはアメリカ合衆国における公民権運動以前の時代と同様、当時のポーランドでもこういったマイノリティーに対する差別を禁止する法制度や大学内の制度が未整備だったからである。
1939年、ポーランド分割によりナチス・ドイツの支配下に入ると、ナチスはポーランド国内の全ての高等教育機関の閉鎖を命じ、ワルシャワ大学の研究設備はドイツの大学に分配され、大学施設はドイツ軍の兵舎として接収された。この閉鎖はポーランド人に高等教育は不要であるというナチスの差別思想に基づくものである。大学を閉鎖するだけに止まらず、ナチス軍政はポーランド国内における高等教育そのものを禁止し、これに反する者は死刑に処せられた。このような厳しい規制の下でも元教授らの多くはTajny Uniwersytet Warszawski(ワルシャワ秘密大学)と呼ばれる地下組織を結成し死の危険を覚悟でアパートの一室などに少人数で集まり講義を行った。この地下組織は急速に広がり秘密大学における講義は300講座、学生数は3500人にものぼった。学生の多くは国内軍等の組織の一員としてワルシャワ蜂起に参加した。
大学のキャンパスではワルシャワ蜂起の初日から激しい戦闘が繰り広げられたが、ドイツ軍のワルシャワ駐屯地が大学の付近にあったこともあり大学のキャンパスは機関銃等で重武装されていたため結局大学の敷地は終戦まで奪還できなかった。ワルシャワ蜂起または教育禁止令により63人の教授が犠牲となった。1944年の戦闘で大学施設の60%が損壊し、大学が所蔵していた資料の80%が破壊もしくはドイツへ持ち去られ戻ってくることはなかった。

## 学部
- 応用語学・東スラブ言語学
- 応用社会科学
- 生物学
- 化学
- 経済学
- 教育学
- 地理学
- 地学
- 史学
- ジャーナリズム・政治学
- 法学・行政学
- 経営学
- 数学・情報処理・工学
- 現代言語学
- 東洋文化
- 哲学・社会学
- 物理学
- 国文学
- 心理学

## 著名な卒業生
職業別
- ヴウォヂミェシュ・チモシェヴィチ (en) - 政治家
- レフ・カチンスキ - 政治家
- メナヘム・ベギン - イスラエルの政治家・ノーベル平和賞受賞者
- イツハク・シャミル - イスラエルの政治家
- アルファ・ウマル・コナレ - マリ共和国の政治家
- ジョセフ・ロートブラット - 物理学者・ノーベル平和賞受賞者
- ボフダン・パチンスキ - 天文学者
- レオニード・ハーヴィッツ - 数学者・経済学者ノーベル経済学賞受賞者
- アルフレト・タルスキ - 数学者・論理学者
- ヴァツワフ・シェルピニスキ - 数学者
- 梅田良忠 - 歴史学者、関西学院大学教授
- 梅田芳穂 - 社会運動家、ポーランド文化功労章、ポーランド十字勲章受章
- ドロタ・オシンスカ - 歌手
- オルガ・トカルチュク - 小説家・ノーベル文学賞受賞者
- ユリアン・トゥヴィム (en) - 詩人
- フレデリック・ショパン - 作曲家
- イグナツィ・パデレフスキ - 作曲家・政治家
- ミェチスワフ・カルウォーヴィチ - 作曲家・指揮者
- ヴィトルド・ゴンブローヴィッチ - 小説家・劇作家
- アレクサンデル・フォルト - 映画監督
- アンジェイ・ムンク - 映画監督
- ヴァンダ・ヤクボフスカ - 映画監督
- クシシュトフ・ザヌッシ - 映画監督
- リシャルト・カプシチンスキ - ジャーナリスト

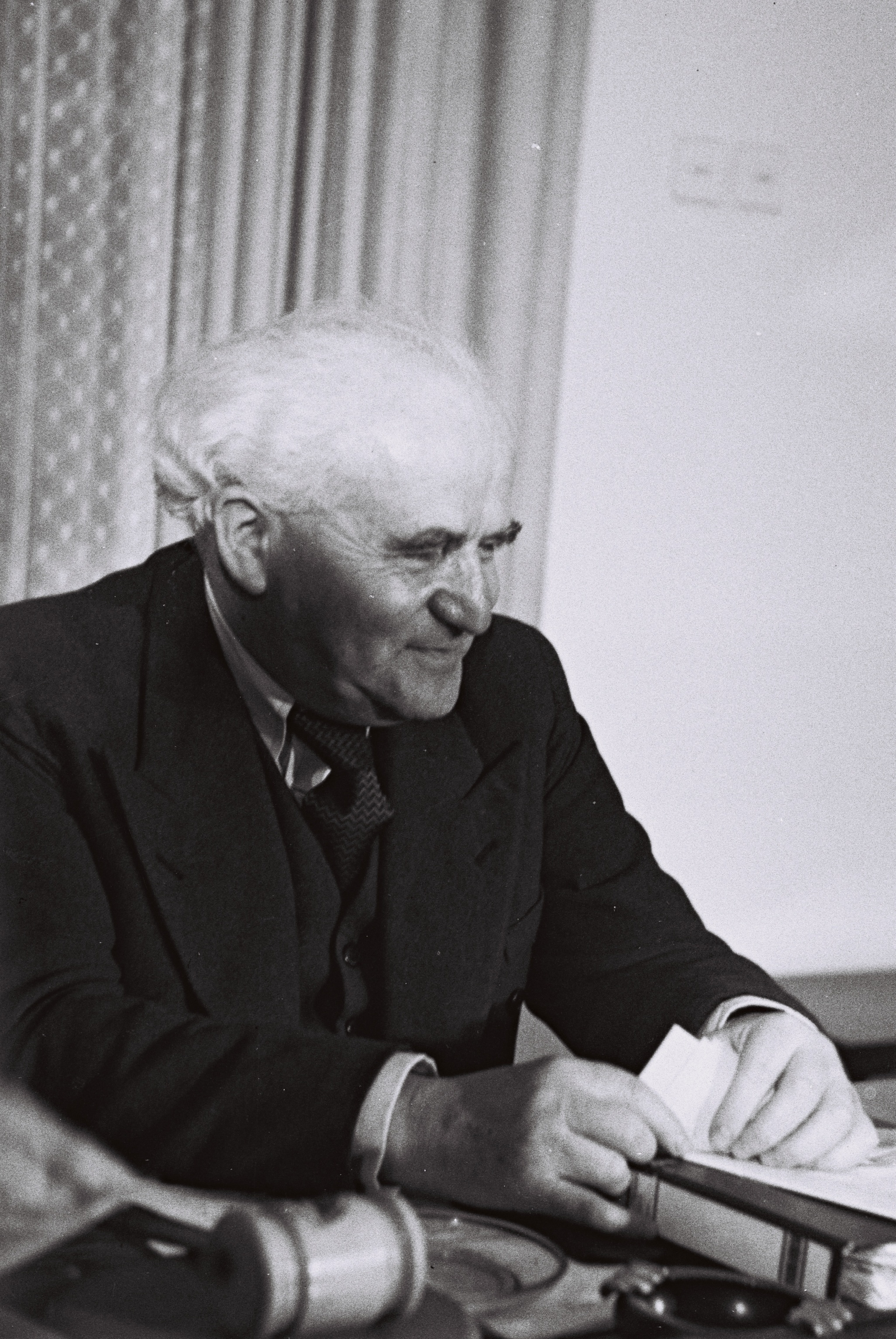
D・ベン＝グリオン
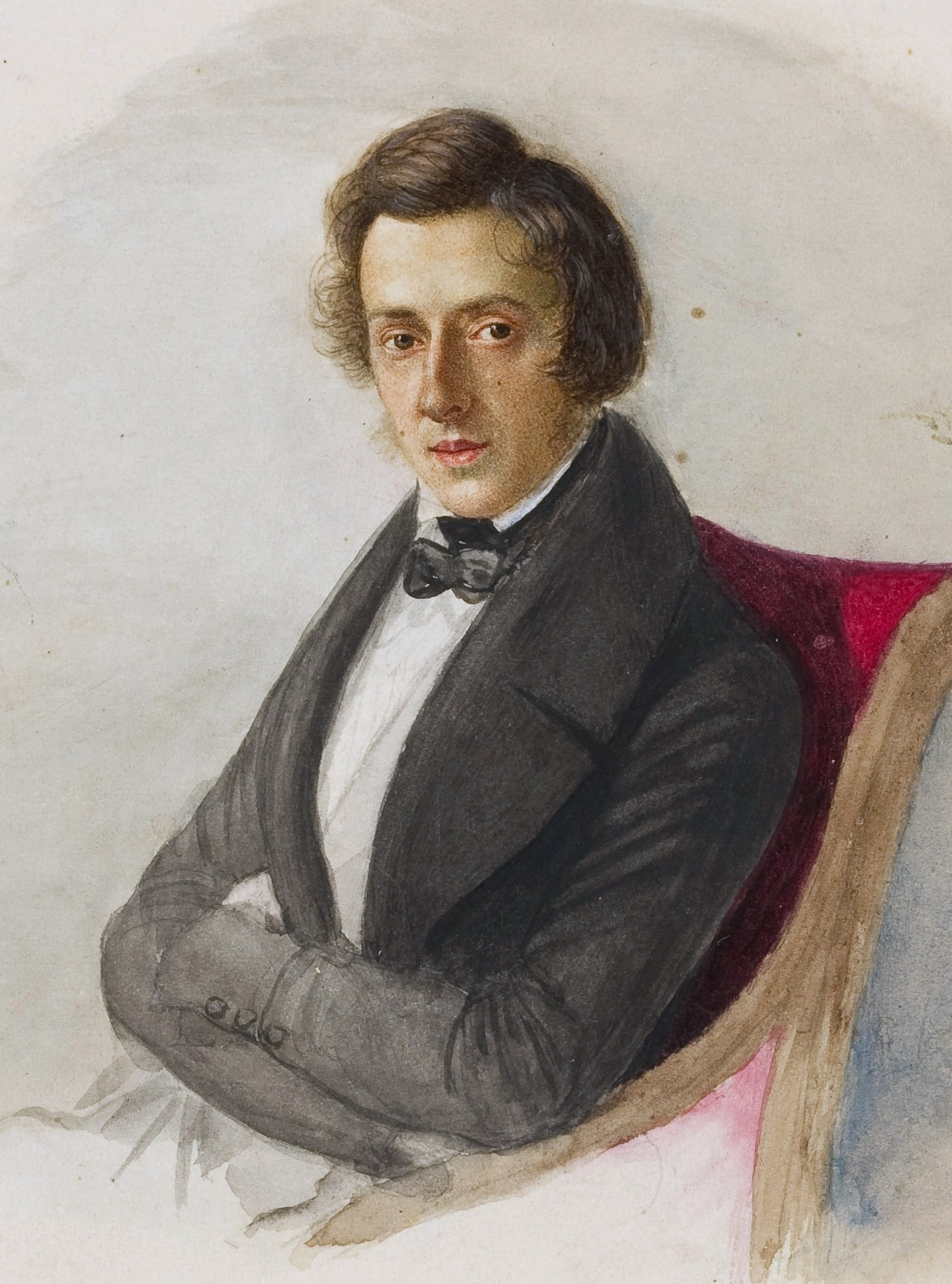
F・ショパン
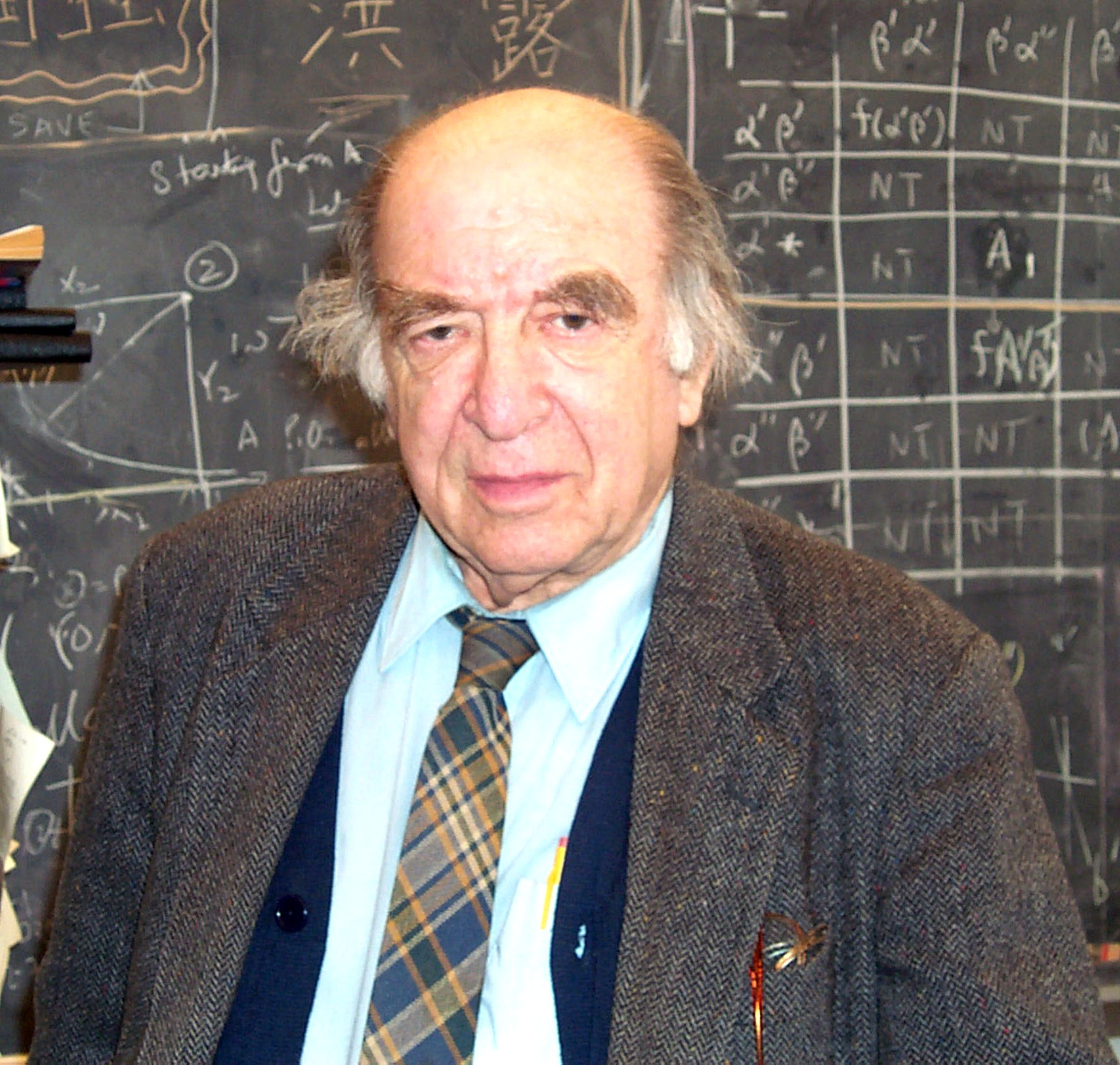
L・ハーヴィッツ
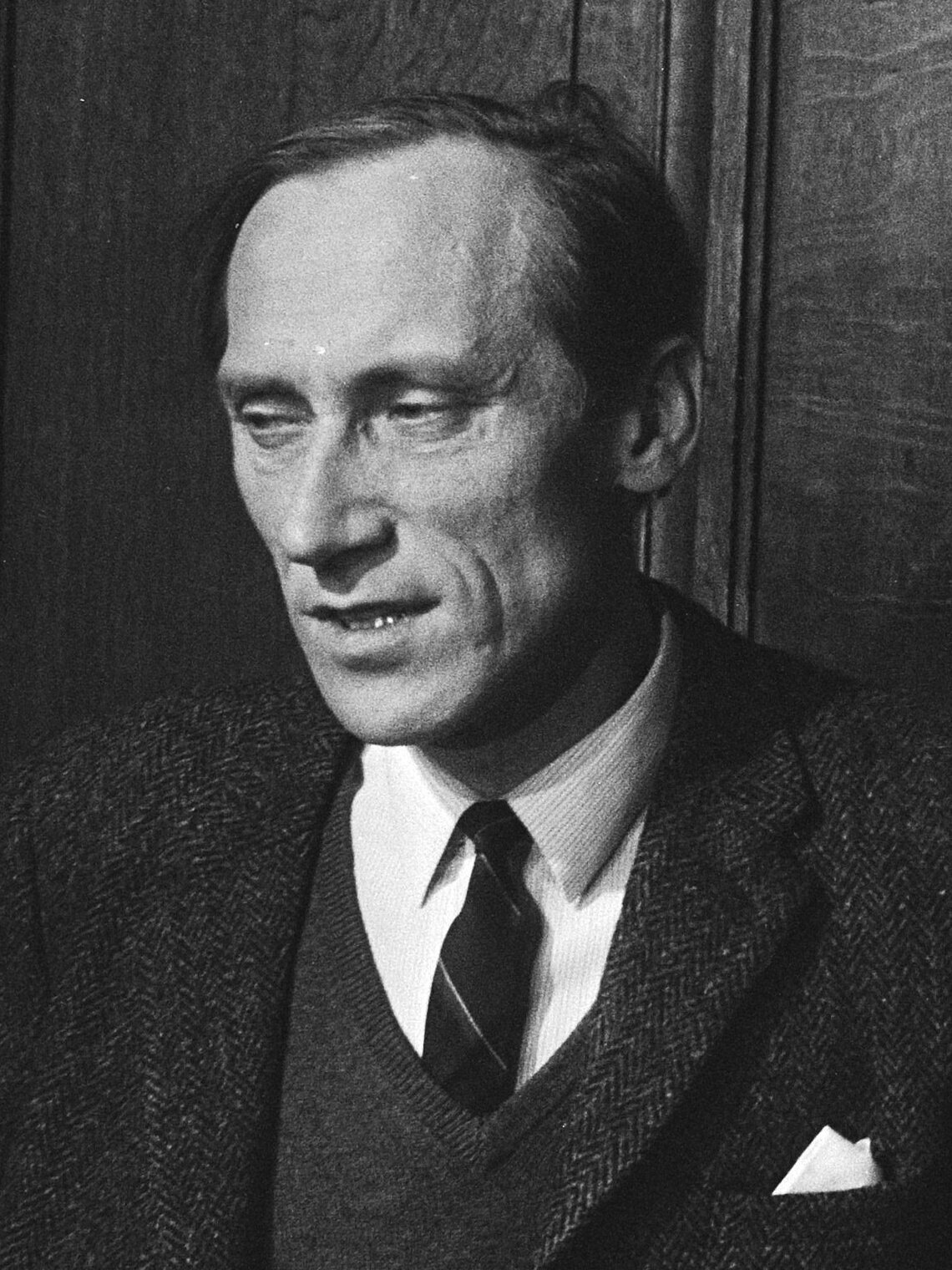
L・コワコフスキ
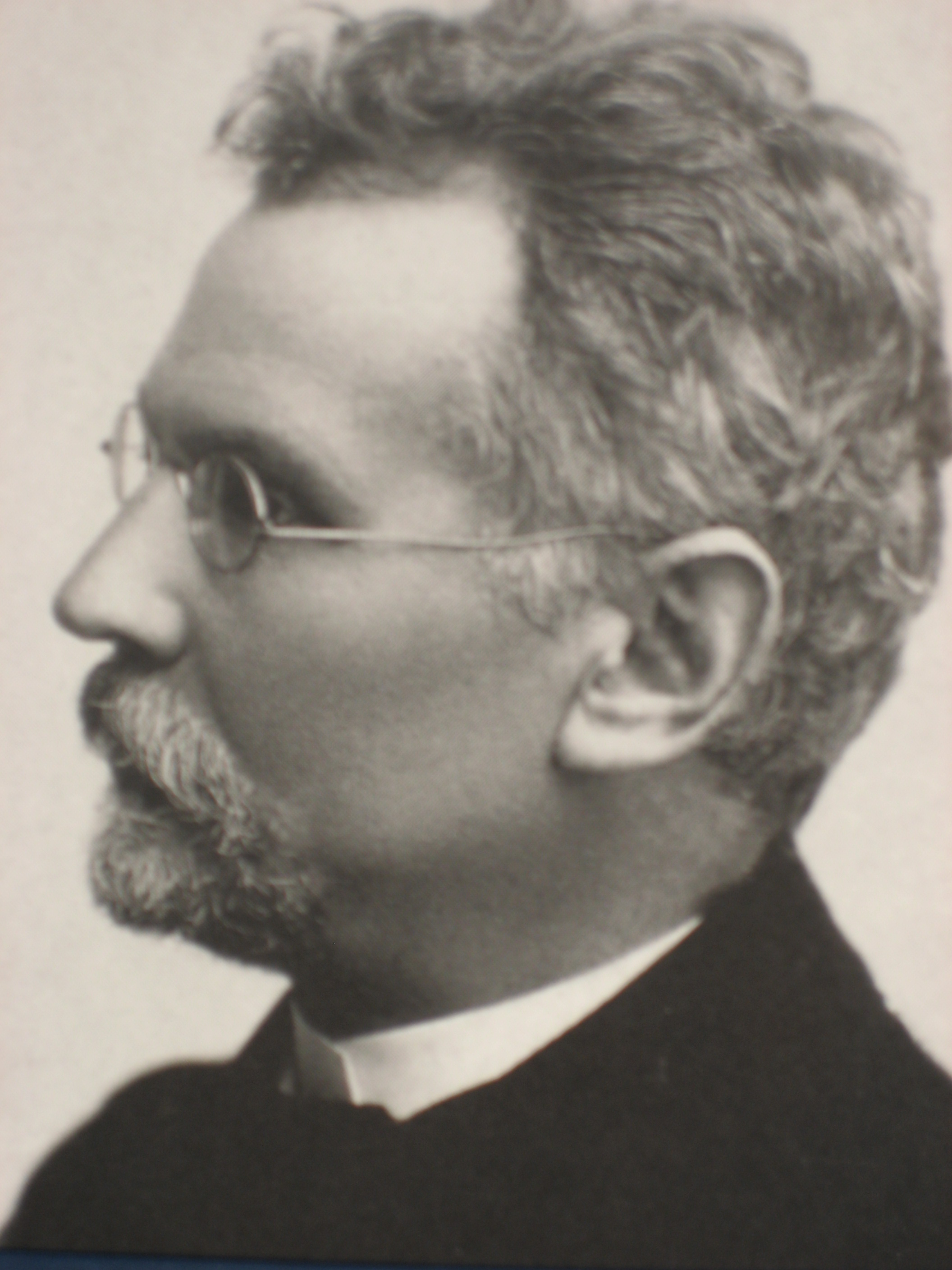
B・プルス
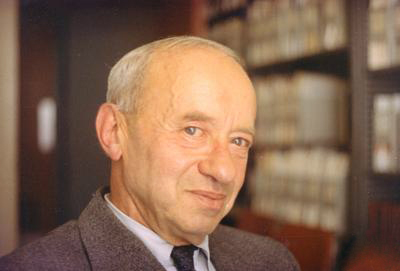
A・タルスキ
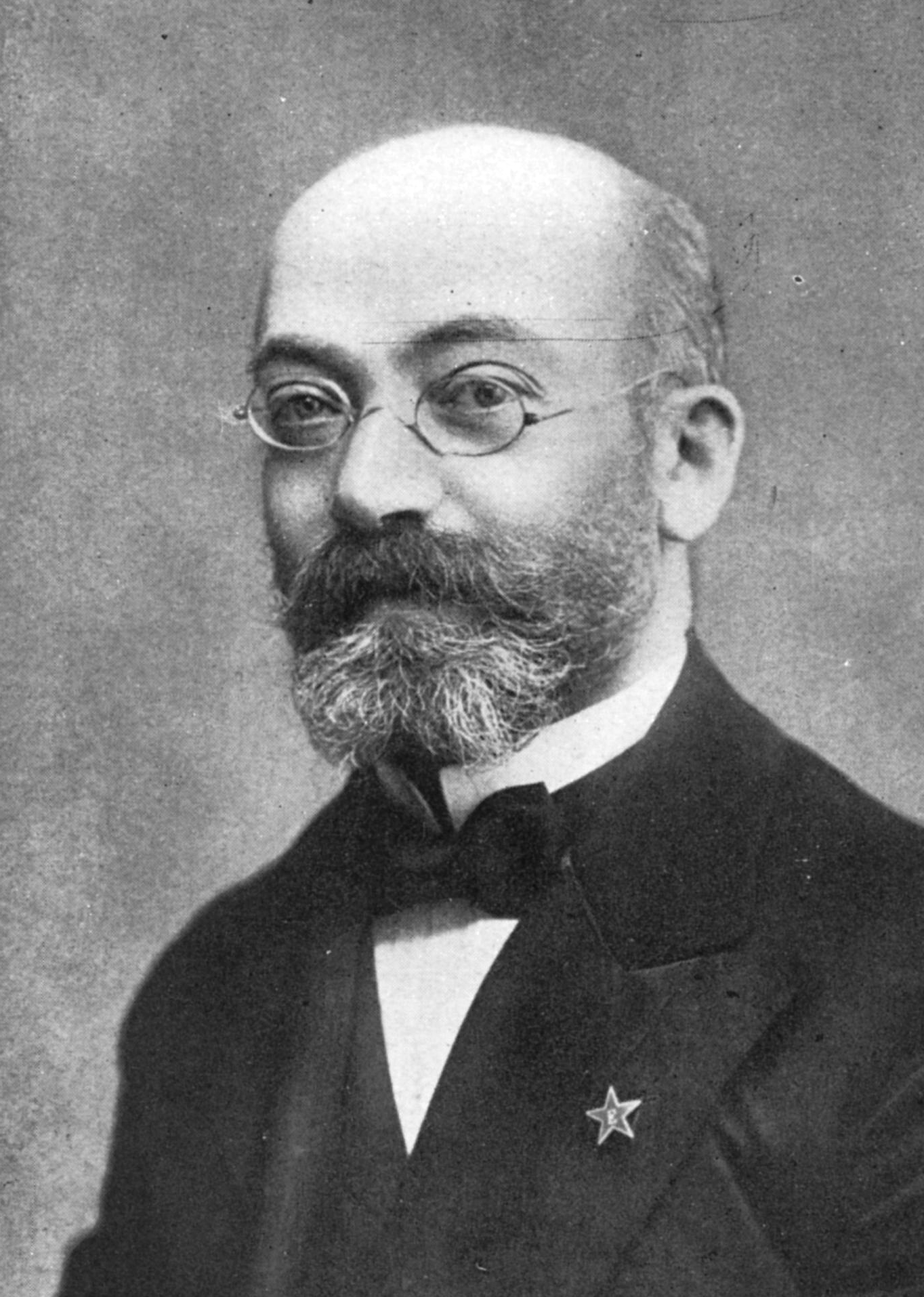
ザメンホフ

## 日本との関係
ワルシャワ大学には東洋研究所日本韓国学科がある。同学科はポーランド国内の東アジア研究の中心となり、現在に至る。日本人講師・研究者も数人教鞭をとった。

### 歴史
ポーランドで東アジアの日本語・日本文化や韓国語・韓国文化研究は、その中心的研究機関となってきたのがワルシャワ大学である。ワルシャワ大学では1900年代初頭から東洋研究の中で日本語・日本文化に関する研究が行われ、独立回復（第二共和国成立）直後の1919年7月にはポーランド初の日本語講座が開設された。当初日本研究は中国研究の一分野であった。第一次世界大戦後、日本学科が設置され、独立した学問分野としての日本学と中国学を交え研究の基礎が築かれた。1933年、日本学科は中国学科に吸収されたものの、学術研究分野としては次第に独立し、韓国学科と併合していった。
第二次大戦後、ポーランド人民共和国の共産主義体制期には、1952年、修士課程に日本学専攻学生のためのゼミが開講され、1955年には修士課程日本学専攻日本語講座開設。1956年、日本学科が再び独立した。1978年、東京大学との間に「学術交流の実施に関する合意書」が調印された。
1991年、韓国学科を併合し「日本韓国学科」となる。また同年、ポーランド日本学基金設立。1994年11月、ポーランドにおける日本語教育開始75周年を記念し日本研究シンポジウム・国際会議を開催。

### 近年の交流
- 2002年7月には明仁天皇・皇后美智子（いずれも当時）が日本学科に行幸啓した。
- 2003年、ヨーロッパ日本研究者会議(EAJS)総会主催。
- 2008年には日本テレビの『1億人の大質問!?笑ってコラえて!』に1コーナー『全世界日本語学校の旅』でポズナン大学日本語学科とともに日本学科の授業の様子などが紹介された。
- 2008年11月には、同研究所出身で、東京大学への留学（1977-1979年）後に同研究所准教授も務めたヤドヴィガ・ロドヴィッチが駐日ポーランド大使となった。ロドヴィッチは2010年にフレデリック・ショパンを題材とした新作能を完成させ、同作品は2011年にポーランド・日本両国で上演された。
- 学習院女子大学・神戸大学・筑波大学・東京大学・立教大学等の大学との間に交換留学協定を締結している。

## 周辺
- ヴィジトキ教会（英語版） - 18世紀に建造された[3]。